# برت بروکلزبری
برت بروکلزبری (انگلیسی: Bert Brocklesbury; ۲۷ ژوئن ۱۸۷۹ – ۹ مارس ۱۹۵۹) بازیکن فوتبال بود.
از باشگاه‌هایی که در آن بازی کرده‌است می‌توان به باشگاه فوتبال گریمزبی تاون اشاره کرد.